# WWE Draft (2009)
Pour les articles homonymes, voir WWE Draft.

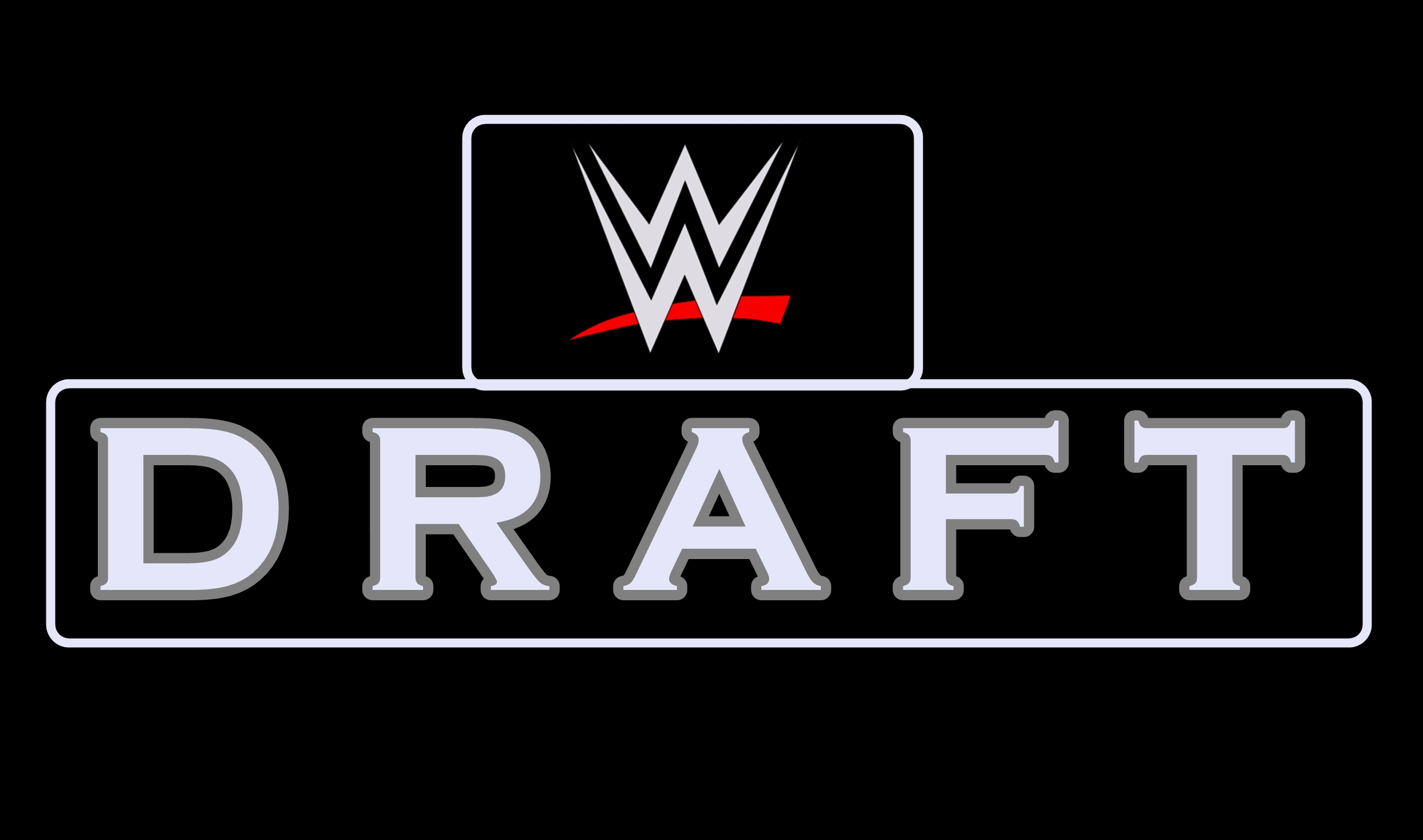
Le logo du WWE Draft

Le WWE Draft 2009 fut le septième draft organisé par la WWE. Le repêchage a été organisé le 13 avril 2009 à Atlanta en Géorgie. Le Draft était diffusé en direct dans le cadre du programme spécial de trois heures de la WWE, RAW, diffusé sur le USA Network. Le Draft, pour la troisième année de suite, concernait les trois divisions de la WWE; RAW, SmackDown, et ECW. Chaque Superstar de la WWE, Diva, annonceur, commentateur, et General manager étaient éligibles pour un transfert. Comme dans le WWE Draft 2007 et 2008, des superstars de chaque division participaient à des matchs pour gagner au hasard un choix pour leur division. Les choix étaient donc sélectionnés au hasard par un ordinateur, le tout montré sur le "TitanTron" de RAW.

## L'histoire
Le Draft était annoncé sur le site de la WWE . Chaque WWE Superstar, Diva, et commentateur étaient éligibles pour se faire repêcher. Le 14 avril 2009, la WWE annonçait sur son site, qu'un draft supplémentaire prenait place le 15 avril 2009 à midi heure de la côte est.

## Liste des personnes sélectionnés

### Draft télévisé
| Choix numéro | Division (destination) | Employé         | Division (provenance) | Notes |
| ------------ | ---------------------- | --------------- | --------------------- | --- |
| 1            | RAW                    | MVP             | SmackDown             | Rey Mysterio a battu le représentant de la ECW, Evan Bourne par tombé. MVP étant le champion des États-Unis, le titre devenait exclusif à RAW. |
| 2            | RAW                    | Big Show        | SmackDown             | Kane a battu le représentant de Smackdown, The Brian Kendrick par tombé. |
| 3            | SmackDown              | Melina          | RAW                   | Les représentantes de SmackDown, Maryse, Michelle McCool et Natalya ont battu les représentantes de Raw, Melina, Mickie James et Kelly Kelly par tombé dans un match par équipe. Melina étant Championne féminine de la WWE, le titre devenait exclusif à SmackDown. |
| 4            | RAW                    | Matt Hardy      | SmackDown             | John Cena a battu le représentant de la ECW Jack Swagger par soumission remportant 2 drafts pour sa brand. |
| 5            | RAW                    | Triple H        | SmackDown             | Triple H était le deuxième choix de draft, Triple H étant le WWE champion, le titre devenait exclusif à RAW. |
| 6            | SmackDown              | CM Punk         | RAW                   | The Great Khali a battu le représentant de RAW, Santino Marella par tombé. |
| 7            | RAW                    | The Miz         | ECW                   | Kofi Kingston a battu le représentant de la ECW The Miz par disqualification après l'intervention de John Morrison (Après le match the Miz a trahi John Morrison à l'aide d'un Reality Check)                                                                        |
| 8            | SmackDown              | Kane            | RAW                   | Edge a remporté une bataille royale à 15, éliminant en dernier Big Show, pour remporter deux choix de draft pour la division SmackDown. |
| 9            | SmackDown              | Chris Jericho   | RAW                   | Chris Jericho était le deuxième choix de draft remporté par Edge dans la bataille royale. |
| 10           | ECW                    | Vladimir Kozlov | SmackDown             | Christian a battu le représentant de Smackdown, Shelton Benjamin par Tombé. |
| 11           | RAW                    | Maryse          | SmackDown             | Matt Hardy a battu le représentant de Smackdown CM Punk par disqualification après l'intervention de son petit frère : Jeff Hardy. Le titre de championne des Divas devenait exclusif à RAW.                                                                         |
| 12           | SmackDown              | Rey Mysterio    | RAW                   | Chris Jericho a battu le représentant de la ECW, Tommy Dreamer par Tombé. Le titre intercontinental devenait exclusif à Smackdown |

### Draft supplémentaire
| Choix numéro | Division (destination) | Employé          | Division (provenance) |
| ------------ | ---------------------- | ---------------- | --------------------- |
| 1            | RAW                    | Alicia Fox       | SmackDown             |
| 2            | RAW                    | Matt Hardy       | SmackDown             |
| 3            | SmackDown              | Shelton Benjamin | ECW                   |
| 4            | RAW                    | Gail Kim         | SmackDown             |
| 5            | ECW                    | Finlay           | SmackDown             |
| 6            | RAW                    | Goldust          | ECW                   |
| 7            | ECW                    | Evan Bourne      | RAW                   |
| 8            | ECW                    | Tyson Kidd       | SmackDown             |
| 9            | RAW                    | William Regal    | ECW                   |
| 10           | ECW                    | Mark Henry       | RAW                   |
| 11           | ECW                    | DH Smith         | SmackDown             |
| 12           | ECW                    | Brie Bella       | SmackDown             |
| 13           | ECW                    | Nikki Bella      | SmackDown             |
| 14           | ECW                    | Natalya          | Smackdown             |
| 15           | ECW                    | Jack Swagger     | RAW                   |